# Rhachotropis barnardi
Rhachotropis barnardi är en kräftdjursart som beskrevs av Edward Lloyd Bousfield och Hendrycks 1995. Rhachotropis barnardi ingår i släktet Rhachotropis och familjen Eusiridae. Inga underarter finns listade i Catalogue of Life.